# Pacômio II de Constantinopla
Pacômio II de Constantinopla (em grego: Παχώμιος Β΄; m. depois de 1585), dito Patestos (em grego: Πατέστος), foi patriarca ecumênico de Constantinopla entre 1584 e 1585. Ele é por vezes considerado um usurpador.

## História
Fontes gregas do século XVI revelam um extensivo viés negativo contra Pacômio. Ele é chamado de licencioso por Pseudo-Doroteu e Leôncio Eustráquio afirmou que ele "infligiu um luto imensurável aos cristãos". Ele era nativo da ilha de Lesbos e um homem de grande educação, servindo como professor de filosofia e matemática do sultão otomano Maomé III, o Justo. Por volta de 1580, tornou-se reitor da igreja patriarcal em Istambul. Por volta de 1583 e 1584, graças ao apoio de seu irmão, que era um rico comerciante, ele comprou sua eleição a bispo metropolitano de Kayseri. Porém, o patriarca Jeremias II Tranos, que tinha o poder de validar todas as nomeações metropolitanas, se recusou a confirmá-lo e a consagrá-lo.
Pacômio então liderou um grupo de prelados gregos para derrubar Jeremias, acusando-o de ter apoiado uma revolta grega contra o Império Otomano, de ter batizado um muçulmano (o que era crime) e de ter se correspondido com o papa. Ele foi preso, surrado e julgado pelos três crimes: as duas primeiras acusações se mostraram falsas, mas a última resultou em sua deposição em 22 de fevereiro de 1584. Por decisão pessoal, o sultão Maomé nomeou Pacômio como patriarca, não apenas por sua relação pessoal com ele, mas também por causa de uma promessa de aumento do tributo pago pela igreja para o estado otomano.
Durante o patriarcado de Pacômio, um sínodo foi realizado em Istambul (Constantinopla) com a participação do patriarca de Jerusalém Sofrônio IV, que condenou o calendário gregoriano e exilou Jeremias II, acusado de não ter se oposto o suficiente ao novo calendário.
Alguns bispos tentaram derrubar Pacômio, oferecendo ao sultão a grande quantia de 40 000 florins. O sultão, porém, recebeu a mesma quantia dos amigos de Pacômio e o manteve no trono. Pacômio permaneceu impopular entre seu próprio rebanho e, quando chegou a hora de pagar o tributo aumentado, ele tentou coletar o valor entre os fieis, que se recusaram a ajudar. Para obter o dinheiro, Pacômio vendeu propriedades da igreja, mas ainda assim não conseguiu chegar ao valor prometido. Pacômio também não conseguiu enfrentar adequadamente a polêmica lançada pelo diácono de Jeremias II, Nicéforo (m. 1596), que considerava sua eleição ilegal. Finalmente, Pacômio acabou deposto por uma reunião de prelados em 26 ou 27 de fevereiro de 1585 e o sultão não se opôs. Pacômio foi sucedido por Teolepto II, um aliado de Pacômio no golpe que derrubou Jeremias II.
Um ano mais tarde, Pacômio foi absolvido das acusações e foi enviado ao Egito e Chipre para receber doações. Durante sua viagem, ele foi acusado de comportamento imoral e teve que retornar para Istambul, onde continuou a trabalhar e provocar problemas. Ele finalmente foi exilado para a Valáquia, onde morreu.